# Joseph-Ernest Van Roey
Joseph-Ernest Van Roey (prononciation : [van ruːj], né le 13 janvier 1874 à Vorselaar (Belgique) et mort le 6 août 1961 à Malines, est un prêtre catholique belge, théologien et professeur à l'université de Louvain. Consacré archevêque de Malines en 1926, il est fait cardinal et primat de Belgique, l'année suivante (1927).

## Biographie

### Jeunesse et jeune prêtre
Joseph-Ernest Van Roey était le fils aîné de Stanislas Van Roey (1844-1929) et d'Anna Maria Bartholomeus. Il avait deux sœurs : Monique et Stéphanie - cette dernière devant plus tard devenir moniale du Saint-Sépulcre à Turnhout. Il passa son enfance à la ferme de Schranshoeve à Vorselaar, et fut élève au Collège de Herentals, au petit et au grand séminaire de Malines puis étudia la théologie à l'université catholique de Louvain.
Après son ordination sacerdotale le 18 septembre 1897, il enseigna la théologie morale 1899-1926 et la dogmatique à l'université de Louvain. En 1907, il devint vicaire général du diocèse. En cette qualité il fut chargé en 1920 d'organiser le quatrième concile provincial de Malines. Il participa aux conversations œcuméniques de Malines (de 1921 à 1925) organisées par son prédécesseur le cardinal Mercier, en tant qu'expert théologique au sein de la délégation catholique.

### Archevêque de Malines et cardinal
Van Roey fut nommé archevêque de Malines le 12 mars 1926 peu après la mort de son prédécesseur le cardinal Désiré-Joseph Mercier et consacré le 25 avril 1926, dans la cathédrale Saint-Rombaut.
Créé cardinal par Pie XI lors du consistoire du 20 juin 1927 avec le titre de cardinal-prêtre de Sainte-Marie d'Aracœli, il joua un rôle important dans la vie publique belge dans les années qui précédèrent la guerre. En 1937, lors de l'élection partielle à Bruxelles provoquée par Léon Degrelle, son appui vigoureux en faveur du candidat des partis traditionnels, Paul van Zeeland, joua un rôle déterminant dans l'effondrement du parti rexiste. Son ministère, qui dura plus de 35 ans, vit se dérouler le second conflit mondial.
Dans ses écrits et ses activités très variées il prit soin du développement de l'enseignement catholique et des organisations de jeunesse, et prit un soin particulier de la construction d'églises et de la formation du clergé. En 1951, il put inaugurer la basilique de Koekelberg, dont il suivait de près l'avancement des travaux. Pour assurer le soutien financier de la construction d'églises il fonda en 1952 l'œuvre Domus Dei (« maison de Dieu » en latin). En février 1931, à l'occasion des obsèques du lieutenant-général Bernheim il se prononça contre l'incinération.

### Ministère épiscopal

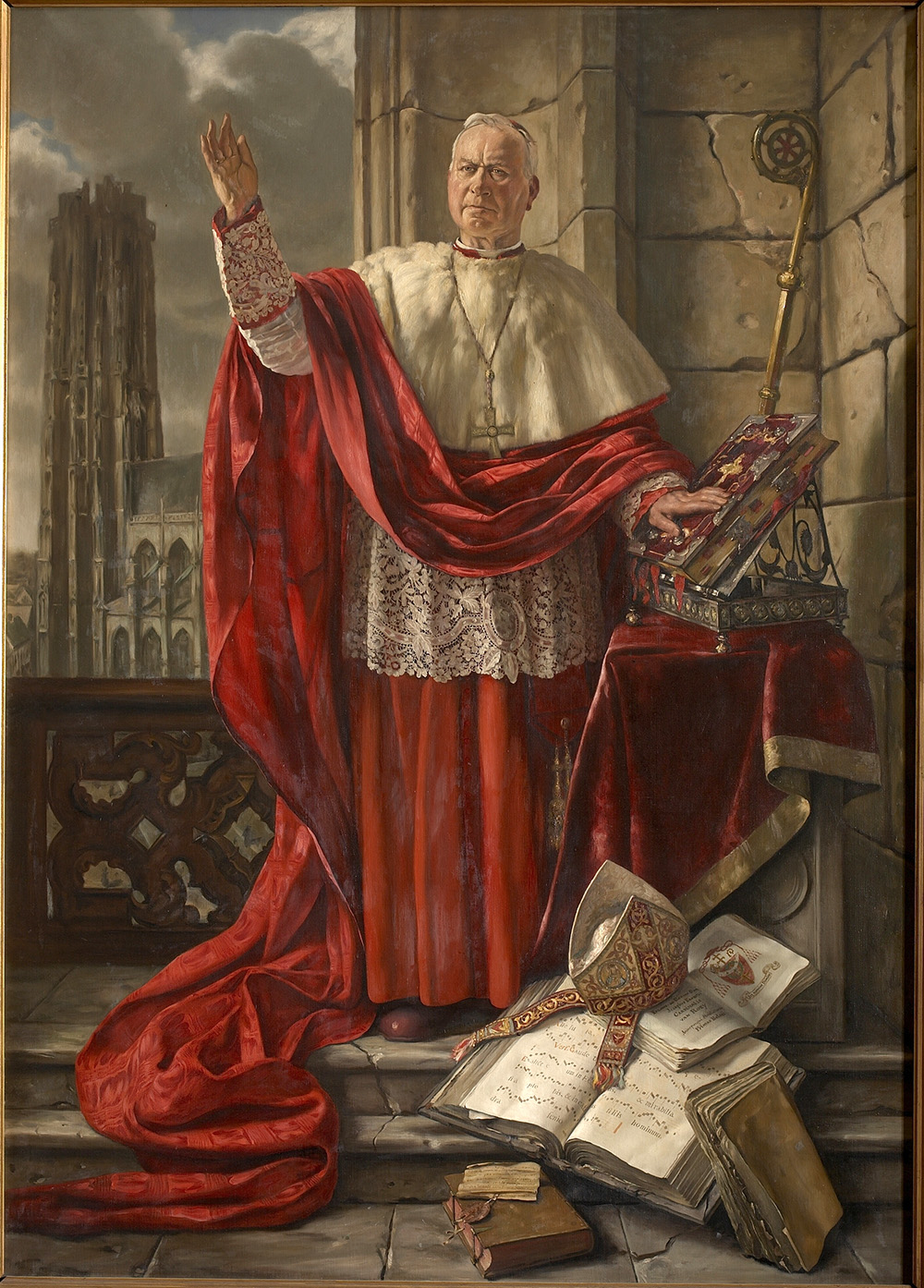
Portrait de Joseph Van Roey par Serge Ivanoff, 1944, Grand séminaire de Malines

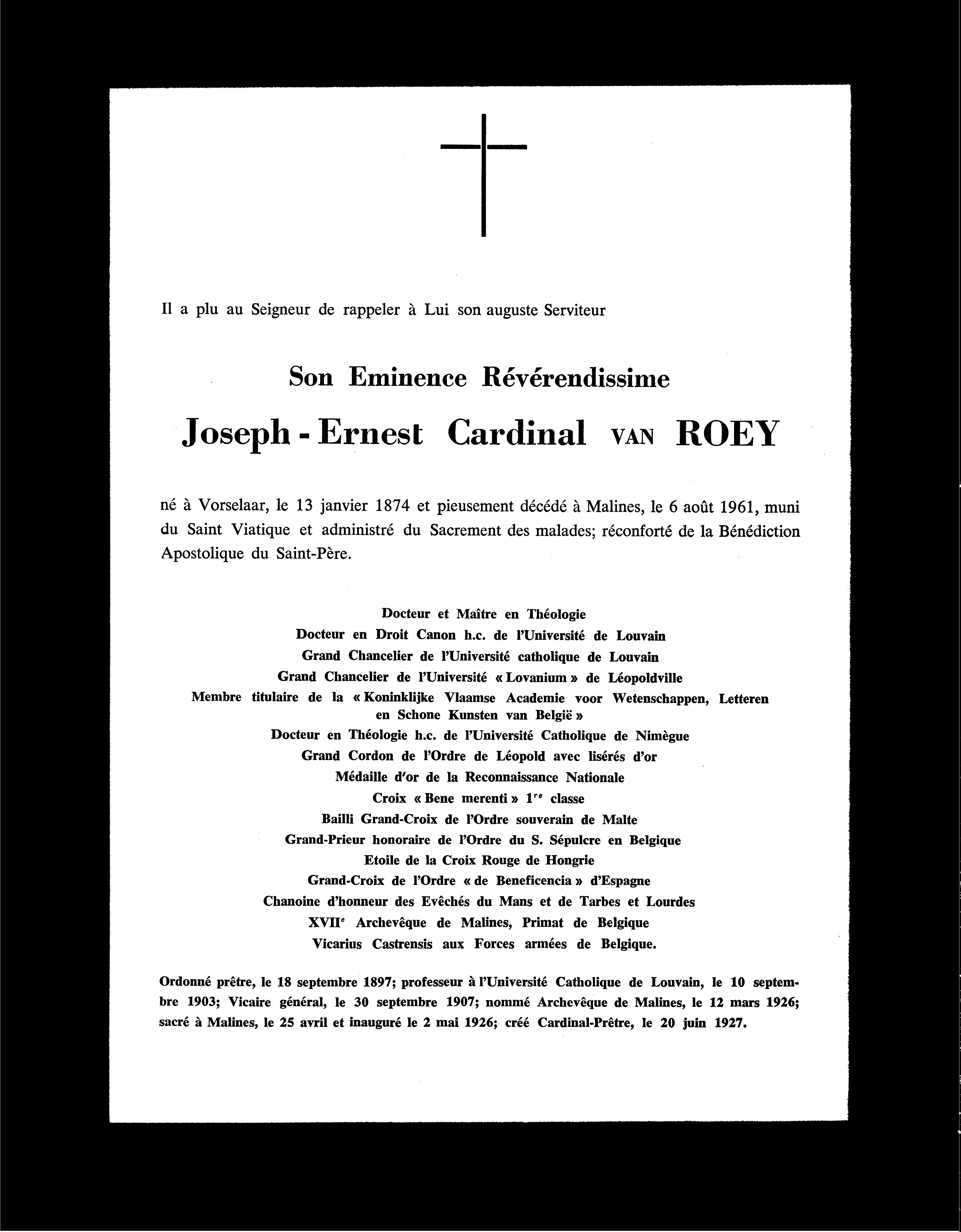
Faire-part de décès

Au cours de la Seconde Guerre mondiale, il soutint énergiquement la résistance de la population belge contre les occupants et protesta entre autres vigoureusement contre l'envoi forcé de travailleurs en Allemagne.
C'est lui qui, le 7 décembre 1941, dans une lettre pastorale informa la population belge du mariage du roi Léopold III avec Lilian Baels, un jour après le mariage civil.
En 1959, il plaida dans une de ses dernières lettres pastorales en faveur d'une solution juste dans le problème de la répression.
Il souhaitait ardemment un parti catholique fort et suivit de près la querelle scolaire au cours des années 1950.
Son intérêt pour les missions fut stimulé par son voyage au Congo en 1948. La création du Collège pour l'Amérique latine à Louvain en 1953, sa volonté d'envoyer sur ce continent des prêtres de l'archidiocèse et son soutien à la fondation de l'université Lovanium à Léopoldville, en 1954, témoignent de son souci d'évangélisation.
En tant que cardinal, il participa aux conclaves de 1939 qui élit le pape Pie XII et de 1958 qui élit le pape Jean XXIII.
Il bénit le mariage du prince Albert et de la princesse Paola le 2 juillet 1959 et celui du roi Baudouin et de la comtesse Fabiola de Mora y Aragón le 15 décembre 1960.
Les heurts de la question royale, les affrontements de la guerre scolaire et la décolonisation congolaise, furent autant d'occasions marquées par les prises de position du cardinal Van Roey qui occupait une place importante dans la vie socio-politique de la Belgique d'après-guerre. Il est l'image type d'un prélat de l'Église catholique préconciliaire.
Il mourut le matin du dimanche 6 août 1961, après que l'évêque auxiliaire Suenens lui eut la veille administré les derniers sacrements. Le service funèbre eut lieu le jeudi 10 août dans la cathédrale Saint-Rombaut où il repose aux côtés du cardinal Engelbert Sterckx.

### Faits marquants

#### Politique linguistique et identité belge
Natif néerlandophone, le cardinal Van Roey fut longtemps réservé quant à l’unilinguisme en Flandre. Il accepta progressivement le processus de néerlandisassions de l’enseignement, tout en défendant l’intérêt des francophones. Favorable à l’unité de la Belgique, il se plaça en opposition au nationalisme flamand, et condamna les mouvements séparatistes.
Au départ, Jozef Van Roey optait, pour une action catholique unitaire, symbolisant sa politique bilingue, mais face aux pressions flamandes, il reconnut une structure autonome en Flandre, mais resta cependant prudent, craignant que le nationalisme flamand ne se propage au sein de la jeunesse catholique.
Petit à petit, il entra en conflit avec les nationalistes flamand, notamment avec le KVHV, il interdit aussi aux prêtres et aux enseignants d’adhérer au VNV, allant même jusqu’à refuser des funérailles religieuses à certains collaborateurs.

#### Intervention contre le rexisme
Le rexisme, mouvement politique d’extrême droite (profasciste), le cardinal Van Roey pris publiquement position contre celui-ci, montrant un engagement politique, et une envie d’union de la Belgique.
Le nationalisme flamand, de plus en plus influencé par le fascisme, fut perçu par l’Église, ainsi que par le parti catholique comme une menace de l’unité belge, et ce bien que de nombreux nationalistes flamands fussent catholiques, à ça, l’épiscopat belge réagit avec fermeté. Après une première condamnation du nationalisme flamand en 1925, Van Roey repris position personnellement en 1928. Cette prise de position reflète une stratégie ayant pour but de préserver l’unité religieuse et nationale face à des idéologies séparatistes de plus en plus radical et ce malgré les tensions internes avec des catholiques flamands convaincus.
Le Cardinal Van Roey réaffirmera sa position par la suite allant jusqu’à excommunier certains adhérents du parti REX.

#### Engagement oecuménique
Après la première guerre mondiale, un climat favorable au dialogue entre églises chrétiennes s’installe, le mouvement œcuménique prend alors forme, porté par des initiatives orthodoxes et anglicanes, et soutenu par les papes Benoit XV et Pie XI. En 1920 Lord Halifax et l’abbé Fernand Portal proposent au cardinal Mercier des conférences entre anglicans et catholiques et il accepta.
Mgr. Van Roey, alors vicaire général du cardinal Mercier, participe activement aux conversations œcuméniques de Malines entre 1921 et 1925, aux côtés de figures catholiques et anglicanes. Bien que moins en vue que Mercier ou Portal, il put jouer un rôle lors de ces discussions sensibles entre catholiques et anglicans notamment sur des sujets aussi délicats que la primauté pontificale. Son attitude prudente contrasta avec l’audace du Cardinal Mercier. Alors que les discussions s’enlisaient et que les tensions s’accumulaient, notamment du côté de Rome et du catholicisme anglais, Van Roey resta impliqué jusqu’à la fin du processus.

#### Rôle durant la seconde guerre mondiale
Il prit la défense du roi Léopold 3 lors de la seconde guerre mondiale, le peuple souverain belge n’était pas en accord avec la politique mené par le roi, alors le Cardinal Jozef Ernest Van Roey rédigea une lettre en sa faveur, cette lettre fut ensuite lue dans tout le royaume.
À la fin de la seconde guerre mondiale, le Cardinal, primat de Belgique, se voit remercier pour la politique religieuse qu’il a mené lors de l’occupation nazie, ayant permis de sauver bon nombre de juifs. Cependant ses agissements sont aujourd'hui vu comme accommandant, en effet, lors des premières années de guerre, il ne pris pas directement position, essayant de régler les choses par la médiation et ce dans le secret, il tenta tant bien que mal de limiter le nombre de juifs déportés, en jouant sur certaines catégories, comme, les juifs mariés à des catholiques.
Lors de l’occupation nazie, il joua un rôle clé quant à la communication entre la Belgique   occupée et le Vatican, en informant régulièrement le cardinal Maglione de la situation dans le pays, son but est d’éviter ton conflit direct avec les nazis, l’Église se trouvant au centre des pressions.
Les avis sur Van Roey divisent, certains trouvent que le maximum a été fait, d’autres trouvent que le silence radio dont a fait preuve l’église lors de cette période sombre de l’histoire n’est point justifiable et présente même de la faute morale.

#### Soutien à l’UCL / Son rôle durant la guerre scolaire de 1950
Le cardinal Jozef Ernest Van Roey se positionne naturellement derrière le développement du réseau d’enseignement catholique. Les institutions universitaires catholiques connaissent aussi une forte expansion en 1958, tout particulièrement l’UCL qui rassemble la moitié des étudiants universitaires belge.
En 1902, il publia en tant que jeune théologien un article dans la revue néo-classique, « récentes controverses de morale », où il constata que la morale catholique traversait une crise dans les pays germanophones. Dans son écrit, il rapporta que les protestants critiquaient la morale, et ce en étant trop centré sur les règles et pas assez sur la morale en elle-même. Dans son article, il évoqua par ailleurs, un débat interne à l’Église, dans lequel certains rédemptoristes attaquent vivement le probabilisme, une approche morale défendue par les jésuites.

#### Lutte pour le catholicisme
Il lutte activement contre la laïcisation, sa stratégie est simple, construire le plus d’église possible pour préserver la vie spirituelle des fidèles, une approche efficace, la population de l’archidiocèse augmente à vive allure, les paroisses seront rapidement submergées. Par la suite, il relancera même la construction de la célèbre basilique du sacré coeur de Koekelberg.
Mais sa lutte pour le catholicisme va plus loin que les frontières belges, il intervient même dans la création d’un centre international pour la protection des intérêts catholiques en Palestine.

### Décès et héritage
Avant sa mort, en 1945, il nommera Léon-Joseph Suenens évêque auxiliaire et vicaire général, en tant que cardinal. Celui-ci lui succèdera à sa mort. Dans la carrière de Léon-Joseph Suenens, le Cardinal Van Roey aura joué un rôle clé, effectivement, c’est lui qui très tôt reconnut ses qualités et lui permit de faire ses études supérieures à Rome. Il le nomma ensuite évêque auxiliaire et vicaire général de l’archidiocèse de Malines en 1945.
Van Roey conserva ses fonctions épiscopales jusqu’au 24 novembre 1961, quelques mois avant son décès. Jusqu’à la fin de sa vie, il s’obstina pour une Belgique unie, en qualifiant comme péché le vote pour des listes séparatistes comme la Volksunie.
Le cardinal est mort le 6 aout 1961, c’était un dimanche au matin, il a succombé à ses troubles circulatoires. La vieille de sa mort, il avait reçu l’extrême onction de son successeur le cardinal Suenens. Ses obsèques furent publiques, les fidèles lui rendirent hommage. Lors de ses funérailles, bon nombre de célébrités du monde religieux étaient présentes, le roi des Belges ainsi que la reine étaient aussi présents. Il fut finalement inhumé dans la crypte de la cathédrale Saint-Rombaut. À sa mort, il incarne la fin d’une époque dominée par une Église rigide, encore empreinte des structures du début du XXème siècle.

## Devise
« In nomine Domini » (« Au nom du Seigneur »)